# Quiero cantar
Quiero cantar fue un talent show español en el que concursaban jóvenes con edades comprendidas entre 6 y 17 años demostrando sus capacidades como cantantes en una gala en directo. El objetivo del programa era descubrir sus cualidades para interpretar sobre el escenario conocidos temas musicales. El programa lo presentaba Jorge Fernández y se emitía en Antena 3.

## Jurado de las Galas
- Sole Giménez, Cantante, Compositora e Intérprete Española
- Paco Ortega, Cantante, Compositor y Productor Español.
- Xavi Martínez, Periodista y locutor de EuropaFM

## Concursantes
| Concursantes  | Concursantes                       | Edad    | Lugar de procedencia | Información |
| Participantes |                                    |         |                      |             |
| ------------- | ---------------------------------- | ------- | -------------------- | ----------- |
| Participantes | Lucía García                       | 8 años  | Córdoba              | Ganadora    |
| Participantes | Hermanas Villanueva (Alba y Marta) | 14 años | Málaga               | Eliminadas  |
| Participantes | Santiago López                     | 11 años | Madrid               | Eliminado   |
| Participantes | Lorena Puertos                     | 8 años  | Sevilla              | Eliminada   |
| Participantes | Sergio Almagro                     | 10 años | Murcia               | Eliminado   |
| Participantes | Hermanos Oviedo (Jesús y Daniel)   | 11 años | Sevilla              | Eliminados  |
| Participantes | Arianna Sánchez                    | 15 años | Barcelona            | Eliminada   |
| Participantes | Miguel Ángel Andújar García        | 15 años | Almería              | Eliminado   |
| Participantes | Eduardo Barbero                    | ? años  | Madrid               | Eliminado   |
| Participantes | Alba Mercado                       | 14 años | Cuevas de San Marcos | Eliminada   |
| Participantes | Palomy López                       | ? años  | Ciudad Real          | Eliminada   |
| Participantes | Mónica Davis                       | ? años  | Sevilla              | Eliminada   |
| Participantes | Yulia Smaga                        | 13 años | Madrid               | Eliminada   |
| Participantes | Catriel Almendra                   | 15 años | Málaga               | Eliminado   |
| Participantes | Jhemma                             | 11 años | Tenerife             | Eliminada   |
| Participantes | Antonio Cortés                     | 16 años | Madrid               | Eliminado   |
| Participantes | Jessica Guadalajara                | ? años  | Madrid               | Eliminada   |
| Participantes | Elena Bella                        | ? años  | Ciudad Real          | Eliminada   |

## Artistas invitados
- Gala 1:

- Isabel Pantoja, Cantante sevillana.
- Coti, Cantante argentino.

- Gala 2:

- Alejandro Sanz, Cantante gaditano.
- Manolo Escobar, Cantante español.
- Tiziano Ferro, Cantante italiano.

- Gala 3:

- Sergio Dalma, Cantante español.
- David DeMaría, Cantante español.

- Gala 4:

- Malú, Cantante española.
- Antonio Carmona, Cantante español.
- Pastora Soler, Cantante español.

- Gala 5:

- Mónica Naranjo, Cantante española.
- Pitingo, Cantante español.

- Gala 6:

- Rosario Flores, Cantante española.
- Ainhoa Arteta, Soprano española.

- Gala 7:

- Chenoa, Cantante argentino.
- Niña Pastori, Cantante español.
- Beatriz Luengo, Cantante española.
- Betty Missiego, Cantante peruana.
- Andrea Bronston, Ex-componente de La Década Prodigiosa .
- Celia Vergara, Cantante española.

### Audiencias
| Fecha      | Características del Programa | Espectadores | Share |
| ---------- | ---------------------------- | ------------ | ----- |
| 25/04/2010 | Gala 1                       | 1.690.000    | 10,5% |
| 29/04/2010 | Gala 2                       | 1.496.000    | 9,3%  |
| 06/05/2010 | Gala 3                       | 1.504.000    | 10,2% |
| 13/05/2010 | Gala 4                       | 1.494.000    | 10,3% |
| 20/05/2010 | Gala 5                       | 1.347.000    | 9,3%  |
| 27/05/2010 | Gala 6 / Semifinal           | 1.260.000    | 8,8%  |
| 03/06/2010 | Final: Ganadora Lucia García | 1.581.000    | 10,9% |
| TOTAL      | TOTAL                        | 1.482.000    | 9,9%  |